# Lungmanet
Lungmanet (Rhizostoma pulmo, synonym Rhizostoma octopus), förekommer i norra Atlanten och Medelhavet. Arten är ovanlig i Sverige, men det händer att de driver in till Sveriges västkust med strömmar från söder under sensommaren och hösten.
Klockdiametern är vanligen cirka 50 centimeter i diameter, men storlekar upp till 90 cm har uppmätts.
Under lungmanetens ephyrastadium har den likt de flesta andra maneter en central mun som ligger öppen. Allteftersom den utvecklas till sitt fulla medusastadium växer dess åtta munarmar i basen ihop så att den egentliga munnen sluts. Istället utvecklas det ca 1 mm stora porer i toppen av armarna där zooplankton sugs in och förs genom kanaler genom hela armarna upp till bukhålan.
Nässelceller finns främst vid kanten på klockan men dessa är för svaga för att människor ska känna av dem mer än obetydligt.